# Automobil-Weltmeisterschaft 1970
Die Automobil-Weltmeisterschaft 1970 war die 21. Saison der Automobil-Weltmeisterschaft, die heutzutage als Formel-1-Weltmeisterschaft bezeichnet wird. In ihrem Rahmen wurden über 13 Rennen in der Zeit vom 7. März 1970 bis zum 25. Oktober 1970 die Fahrerweltmeisterschaft und der Internationale Pokal der Formel-1-Konstrukteure ausgetragen.
Jochen Rindt gewann zum ersten und einzigen Mal die Fahrerweltmeisterschaft. Er starb beim Training zum Großen Preis von Italien in Monza am 5. September 1970 und ist der einzige Weltmeister der Formel 1, dem posthum dieser Titel zugesprochen wurde, da sein Punktevorsprung nicht mehr eingeholt wurde. Lotus-Ford wurde zum vierten Mal Konstrukteursweltmeister.

## Änderungen 1970

### Reglement
Abgesehen von einer Erhöhung des Mindestgewichts der Autos auf 530 kg blieb das Regelwerk der Formel 1 im Vergleich zum Vorjahr unverändert.
Nach wie vor waren alternativ aufgeladene Motoren mit einem Hubraum von bis zu 1,5 Litern oder unaufgeladene Motoren mit maximal 3,0 Litern Hubraum zugelassen. Tatsächlich nutzte wie in den Jahren zuvor kein Hersteller die Möglichkeit einer Aufladung. Der von Ford finanzierte Cosworth-DFV-Motor wurde gleichsam zum Standardtriebwerk der Formel 1: 18 von 21 Teams setzten ausschließlich oder überwiegend DFV-Triebwerke ein. Lediglich BRM, Ferrari und Matra verwendeten eigene Motoren. Hinzu kam ein Achtzylindermotor von Alfa Romeo, der zu einzelnen Rennen in einem dritten Werkswagen des McLaren-Teams gemeldet wurde. Im Laufe der Saison gab es einen Leistungseinbruch bei den in den vergangenen Jahren auch sportlich dominierenden Cosworth-DFV-Motoren. Er war vor allem darauf zurückzuführen, dass Cosworth in den Sommermonaten 1970 zeitweise mit der Wartung der zahlreichen im Umlauf befindlichen Motoren überfordert war.

### Teams
Im Bereich der Teams gab es 1970 einige Veränderungen. Mit March Engineering kam ein neuer Konstrukteur hinzu, der nicht nur ein eigenes Werksteam betrieb, sondern darüber hinaus auch neu aufgebaute Rennwagen an Kundenteams verkaufte. Der March 701 war das am meisten verbreitete Auto der Saison 1970: In diesem Jahr setzten fünf Rennställe insgesamt acht Exemplare des 701 ein.
Im Laufe der Saison wandelte sich Tyrrell von einem Kundenteam zu einem Konstrukteur. Nachdem die seit 1968 bestehende Allianz mit Matra Ende 1969 aus unternehmenspolitischen Gründen zerbrochen war – das inzwischen zum Chrysler-Konzern gehörende Unternehmen Matra lehnte die von Tyrrell praktizierte Kombination des Matra-Chassis mit Motoren von Cosworth bzw. Ford nunmehr ab –, begann Ken Tyrrell die Saison mit Chassis von March, ließ aber zur gleichen Zeit sein erstes eigenes Chassis entwickeln, das im Sommer 1970 zunächst als Einzelstück einsatzbereit war. Im Gegenzug kehrte Matra, das sich 1969 auf die Ausrüstung des Tyrrell-Teams beschränkt hatte, 1970 nach einjähriger Pause mit einem eigenen Werksteam in die Formel 1 zurück.
Als neuer Konstrukteur kam 1970 auch das Team Surtees hinzu, der neu gegründete Rennstall des mehrfachen Motorrad- und Formel-1-Weltmeisters John Surtees. Surtees hatte nach einer erfolglosen Vorsaison bei BRM für 1970 kein Werkscockpit mehr erhalten und entschied sich dafür, ähnlich wie Jack Brabham ein Jahrzehnt zuvor seine Fahrerkarriere mit einem eigenen Rennstall fortzusetzen. Bis das erste Surtees-Auto einsatzbereit war, half sich das Team mit älteren Kundenautos von McLaren aus.
Neu war außerdem der Bellasi F1 70, ein von Vittorio Bellasi konstruiertes Auto, das der Tessiner Rennfahrer Silvio Moser in seinem privaten Rennstall einsetzte.
Der britische Rennstall Frank Williams Racing Cars, der zuvor Kundenautos von Brabham eingesetzt hatte, brachte den italienischen Sportwagenhersteller De Tomaso in die Formel 1 zurück. Williams setzte als einziges Team Rennwagen ein, die von De Tomaso konstruiert und aufgebaut worden waren. Die Verbindung endete bereits nach einem Jahr; De Tomaso zog sich daraufhin dauerhaft aus der Formel 1 zurück.
Neben den zehn Werksteams, die selbst konstruierte Autos einsetzten, traten 1970 elf Kundenteams an, die üblicherweise nur bei einzelnen Rennen an den Start gingen. Das Rob Walker Racing Team war der einzige private Rennstall, der sich für nahezu alle Weltmeisterschaftsläufe des Jahres meldete.

### Fahrer

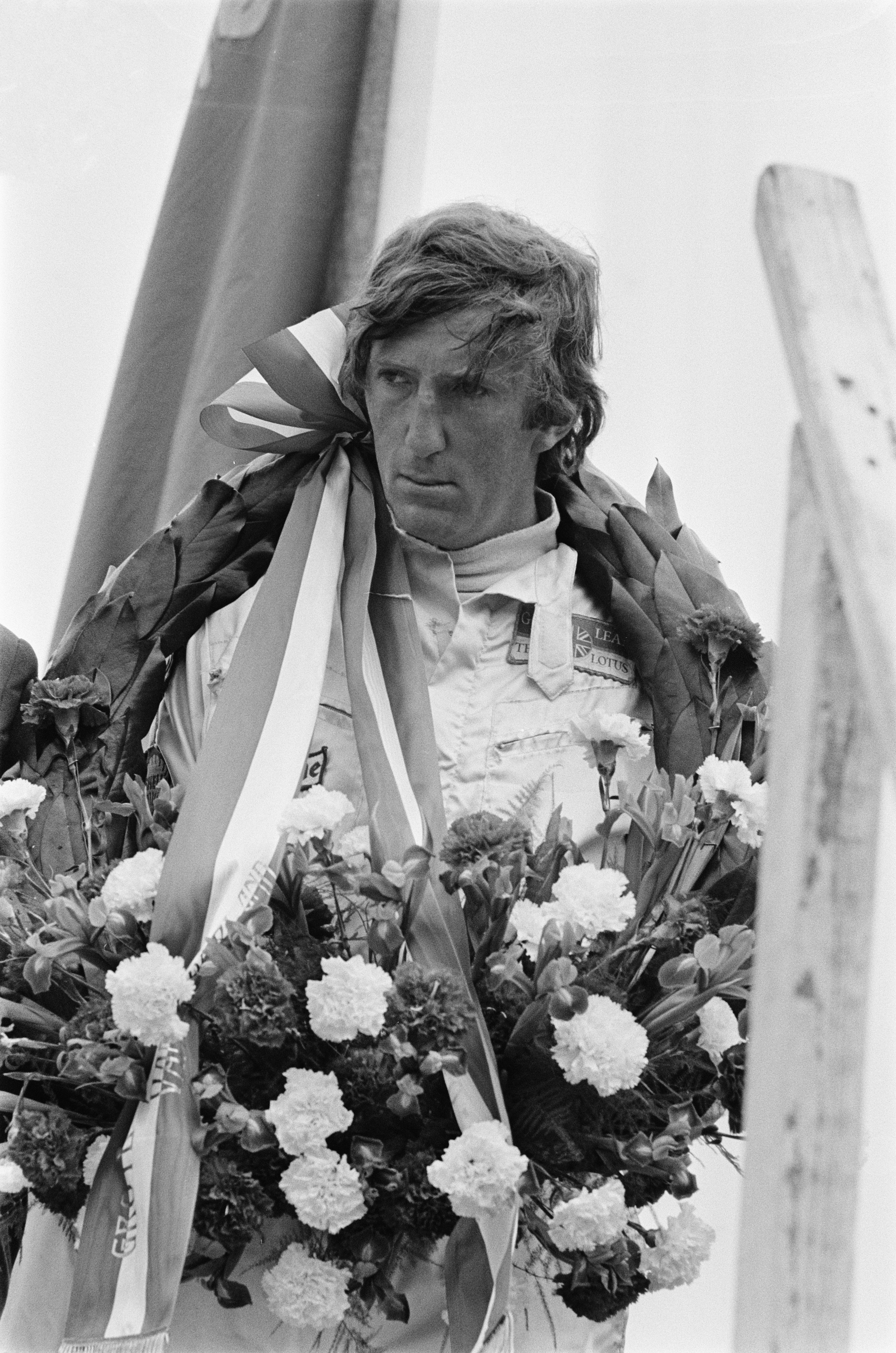
Posthum Weltmeister: Jochen Rindt

1970 debütierten François Cevert, Emerson Fittipaldi, Peter Gethin, Ignazio Giunti, Henri Pescarolo, Ronnie Peterson, Clay Regazzoni, Tim Schenken, Rolf Stommelen und Reine Wisell in der Formel 1.
Zu Saisonbeginn gab es einige Fahrerwechsel. Graham Hill, der im Jahr zuvor noch für das Lotus-Werksteam angetreten war, erhielt keinen neuen Vertrag und wechselte zu dem privaten Rob-Walker-Team. Spitzenfahrer bei Lotus war Jochen Rindt; im zweiten Werkswagen fuhr John Miles. Nach dem tödlichen Unfall Rindts in Monza führten Emerson Fittipaldi und Reine Wisell die Saison für Lotus zu Ende. Tyrrell setzte neben dem amtierenden Weltmeister Jackie Stewart nun Johnny Servoz-Gavin ein, der den eng mit Matra verbundenen Jean-Pierre Beltoise ersetzte. Servoz-Gavin zog sich allerdings nach einigen Rennen aus der Formel 1 zurück. Ken Tyrrell wollte ihn zunächst durch Brian Redman ersetzt, entschied sich dann aber auf Empfehlung Jackie Stewarts für den französischen Debütanten François Cevert. Chris Amon, der im Jahr zuvor für die Scuderia Ferrari gefahren war, wechselte zum neu gegründeten March-Werksteam. Neben ihm fuhr der Schweizer Jo Siffert, dessen Fahrergehalt in diesem Jahr nahezu vollständig von Porsche finanziert wurde.
Fahrerseitig wurde die Saison 1970 zu einer der tragischsten der Formel-1-Geschichte. Im Laufe des Jahres ereigneten sich mehrere tödliche Unfälle.
Am 2. Juni 1970 verunglückte Bruce McLaren tödlich bei einer Testfahrt mit einem CanAm-Rennwagen in Goodwood. Bei dem Unfall wurde die Heckverkleidung des Fahrzeugs infolge des hohen Anpressdruckes weggerissen, der Wagen prallte bei 200 km/h gegen eine Mauer. Bruce McLaren wurde aus dem Auto herausgeschleudert und war sofort tot.
Am 21. Juni 1970 verunglückte Piers Courage bei einem Unfall während des Großen Preises der Niederlande in Zandvoort tödlich. Sein de Tomaso-Ford fing nach einem Unfall Feuer. Courage konnte nicht mehr rechtzeitig aus dem Fahrzeug befreit werden und verbrannte.
Am 5. September 1970 ereignete sich eine halbe Stunde nach Trainingsbeginn auf der Rennstrecke in Monza ein schwerer Unfall von Jochen Rindt. Rindt fuhr mit Höchstgeschwindigkeit auf die Parabolica zu. Noch auf der Geraden zog der Lotus plötzlich mit 30 Grad scharf nach links, prallte mit der flachen Schnauze unter die Leitplanke, drehte sich unter Verlust des ganzen Vorderbaues mehrfach, prallte ein zweites Mal an die Planken und blieb schließlich in Fahrtrichtung im Sand stecken. Rindt erlitt einen Luftröhrenriss und starb noch auf dem Transport zum Krankenhaus in Mailand an seinen schweren Verletzungen.

## Teams und Fahrer
In der nachstehenden Übersicht werden alle Fahrer aufgeführt, die in der Saison als Stammfahrer zu Weltmeisterschaftsläufen gemeldet waren. Für die Fahrer wurden keine festen Startnummern vergeben; die Startnummern wechselten von Rennen zu Rennen.
| Bild                          | Team                                                     | Chassis       | Motor                | Reifen         | Stammfahrer          | Rennen         |
| ----------------------------- | -------------------------------------------------------- | ------------- | -------------------- | -------------- | -------------------- | -------------- |
| McLaren M14A                  | Bruce McLaren Motor Racing                               | McLaren M14A  | Ford Cosworth DFV V8 | G              | Bruce McLaren        | 1–3            |
| McLaren M14A                  | Bruce McLaren Motor Racing                               | McLaren M14A  | Ford Cosworth DFV V8 | G              | Peter Gethin         | 5, 8–13        |
| McLaren M14A                  | Bruce McLaren Motor Racing                               | McLaren M14A  | Ford Cosworth DFV V8 | G              | Dan Gurney           | 5–7            |
| McLaren M14A                  | Bruce McLaren Motor Racing                               | McLaren M14A  | Ford Cosworth DFV V8 | G              | Denis Hulme          | 1–3, 6–13      |
| McLaren M14A                  | Bruce McLaren Motor Racing                               | McLaren M14A  | Alfa Romeo TT33 V8   | G              | Andrea de Adamich    | 2–3, 5–12      |
| McLaren M14A                  | Bruce McLaren Motor Racing                               | McLaren M14A  | Alfa Romeo TT33 V8   | G              | Nanni Galli          | 10             |
| March 701 von Ronnie Peterson | Colin Crabbe Racing Antiques Automobiles Racing Team     | March 701     | Ford Cosworth DFV V8 | G              | Ronnie Peterson      | 3–8, 10–12     |
|                               | Ecurie Bonnier                                           | McLaren M7C   | Ford Cosworth DFV V8 | G              | Joakim Bonnier       | 10,12          |
| Matra MS 120                  | Équipe Matra Elf                                         | Matra MS120   | Matra MS12 3,0 V12   | G              | Jean-Pierre Beltoise | 1–13           |
| Matra MS 120                  | Équipe Matra Elf                                         | Matra MS120   | Matra MS12 3,0 V12   | G              | Henri Pescarolo      | 1–13           |
| De Tomaso 505                 | Frank Williams Racing Cars                               | De Tomaso 505 | Ford Cosworth DFV V8 | D              | Piers Courage        | 1–5            |
| De Tomaso 505                 | Frank Williams Racing Cars                               | De Tomaso 505 | Ford Cosworth DFV V8 | D              | Brian Redman         | 7–8            |
| De Tomaso 505                 | Frank Williams Racing Cars                               | De Tomaso 505 | Ford Cosworth DFV V8 | D              | Tim Schenken         | 9–12           |
| Lotus 72                      | Gold Leaf Team Lotus Garvey Team Lotus World Wide Racing | Lotus 49      | Ford Cosworth DFV V8 | F              | Jochen Rindt         | 1, 3–4         |
| Lotus 72                      | Gold Leaf Team Lotus Garvey Team Lotus World Wide Racing | Lotus 49      | Ford Cosworth DFV V8 | F              | John Miles           | 1, 3           |
| Lotus 72                      | Gold Leaf Team Lotus Garvey Team Lotus World Wide Racing | Lotus 49      | Ford Cosworth DFV V8 | F              | Àlex Soler-Roig      | 2, 6           |
| Lotus 72                      | Gold Leaf Team Lotus Garvey Team Lotus World Wide Racing | Lotus 49      | Ford Cosworth DFV V8 | F              | Emerson Fittipaldi   | 7–9            |
| Lotus 72                      | Gold Leaf Team Lotus Garvey Team Lotus World Wide Racing | Lotus 72      | Ford Cosworth DFV V8 | F              | Jochen Rindt         | 2, 5–9         |
| Lotus 72                      | Gold Leaf Team Lotus Garvey Team Lotus World Wide Racing | Lotus 72      | Ford Cosworth DFV V8 | F              | John Miles           | 2, 4–9         |
| Lotus 72                      | Gold Leaf Team Lotus Garvey Team Lotus World Wide Racing | Lotus 72      | Ford Cosworth DFV V8 | F              | Emerson Fittipaldi   | 12–13          |
| Lotus 72                      | Gold Leaf Team Lotus Garvey Team Lotus World Wide Racing | Lotus 72      | Ford Cosworth DFV V8 | F              | Reine Wisell         | 12–13          |
|                               | Gus Hutchison                                            | Brabham BT26  | Ford Cosworth DFV V8 | G              | Gus Hutchison        | 12             |
|                               | Hubert Hahne                                             | March 701     | Ford Cosworth DFV V8 | F              | Hubert Hahne         | 8              |
| March 701 von Chris Amon      | March Engineering                                        | March 701     | Ford Cosworth DFV V8 | F              | Chris Amon           | 1–13           |
| March 701 von Chris Amon      | March Engineering                                        | March 701     | Ford Cosworth DFV V8 | F              | Jo Siffert           | 1–13           |
| Brabham BT33                  | Motor Racing Developments Auto Motor und Sport           | Brabham BT33  | Ford Cosworth DFV V8 | G              | Jack Brabham         | 1–13           |
| Brabham BT33                  | Motor Racing Developments Auto Motor und Sport           | Brabham BT33  | Ford Cosworth DFV V8 | G              | Rolf Stommelen       | 1–13           |
| BRM P153                      | Owen Racing Organisation Yardley Team BRM                | BRM P153      | BRM P142 V12         | D              | Jackie Oliver        | 1–13           |
| BRM P153                      | Owen Racing Organisation Yardley Team BRM                | BRM P153      | BRM P142 V12         | D              | Pedro Rodríguez      | 1–13           |
| BRM P153                      | Owen Racing Organisation Yardley Team BRM                | BRM P153      | BRM P142 V12         | D              | George Eaton         | 2–3, 5–7, 9–12 |
| BRM P153                      | Owen Racing Organisation Yardley Team BRM                | BRM P153      | BRM P142 V12         | D              | Peter Westbury       | 12             |
| BRM P153                      | Owen Racing Organisation Yardley Team BRM                | BRM P139      | BRM P142 V12         | D              | George Eaton         | 1              |
|                               | Pete Lovely Volkswagen Inc.                              | Lotus 49      | Ford Cosworth DFV V8 | F              | Pete Lovely          | 5–7, 12        |
|                               | Rob Walker Racing Team Brooke Bond Oxo Racing Rob Walker | Lotus 49      | Ford Cosworth DFV V8 | F              | Graham Hill          | 1–8            |
| Lotus 72                      | Rob Walker Racing Team Brooke Bond Oxo Racing Rob Walker | 10–12         | Ford Cosworth DFV V8 | F              | Graham Hill          |                |
| Ferrari 312B                  | Scuderia Ferrari SpA SEFAC                               | Ferrari 312B  | Ferrari 001 B12      | F              | Jacky Ickx           | 1–13           |
| Ferrari 312B                  | Scuderia Ferrari SpA SEFAC                               | Ferrari 312B  | Ferrari 001 B12      | F              | Ignazio Giunti       | 4,6,9-10       |
| Ferrari 312B                  | Scuderia Ferrari SpA SEFAC                               | Ferrari 312B  | Ferrari 001 B12      | F              | Clay Regazzoni       | 5, 7–13        |
|                               | Scuderia Scribante                                       | Lotus 49      | Ford Cosworth DFV V8 | F              | Dave Charlton        | 1              |
|                               | Silvio Moser Racing Team                                 | Bellasi F1 70 | Ford Cosworth DFV V8 | G              | Silvio Moser         | 5–6, 8–10      |
|                               | STP Corporation                                          | March 701     | Ford Cosworth DFV V8 | F              | Mario Andretti       | 1–2, 7–9       |
|                               | Team Gunston                                             | Lotus 49      | Ford Cosworth DFV V8 | F              | John Love            | 1              |
| Brabham BT26                  | Team Gunston                                             | G             | Ford Cosworth DFV V8 | Peter de Klerk | 1                    |                |
| Surtees TS7                   | Team Surtees                                             | McLaren M7A   | Ford Cosworth DFV V8 | F              | John Surtees         | 1–3, 5         |
| Surtees TS7                   | Team Surtees                                             | Surtees TS7   | Ford Cosworth DFV V8 | F              | John Surtees         | 7–13           |
| Surtees TS7                   | Team Surtees                                             | Surtees TS7   | Ford Cosworth DFV V8 | F              | Derek Bell           | 12             |
|                               | Tom Wheatcroft Racing                                    | Brabham BT26  | Ford Cosworth DFV V8 | G              | Derek Bell           | 4              |
| Tyrrell 001                   | Tyrrell Racing Organisation                              | March 701     | Ford Cosworth DFV V8 | D              | Jackie Stewart       | 1–10           |
| Tyrrell 001                   | Tyrrell Racing Organisation                              | March 701     | Ford Cosworth DFV V8 | D              | Johnny Servoz-Gavin  | 1–3            |
| Tyrrell 001                   | Tyrrell Racing Organisation                              | March 701     | Ford Cosworth DFV V8 | D              | François Cevert      | 5–13           |
| Tyrrell 001                   | Tyrrell Racing Organisation                              | Tyrrell 001   | Ford Cosworth DFV V8 | D              | Jackie Stewart       | 11–13          |

## Rennkalender: Die Weltmeisterschaftsläufe
Die Saison 1970 umfasste 13 Weltmeisterschaftsläufe. Daneben wurden zahlreiche Rennen nach dem Formel-1-Reglement abgehalten, die nicht zur Weltmeisterschaft zählten.
| Nr. | Datum         | Grand Prix (Strecke)          | Distanz (km) | Sieger                      | Zweiter                      | Dritter                       | Pole- Position              | Schnellste Rennrunde        | Gesamtführender Fahrer | Gesamtführender Konstrukteur |
| --- | ------------- | ----------------------------- | ------------ | --------------------------- | ---------------------------- | ----------------------------- | --------------------------- | --------------------------- | ---------------------- | ---------------------------- |
| 01  | 7. März       | Südafrika (Kyalami)           | 328,320      | Jack Brabham (Brabham-Ford) | Denis Hulme (McLaren-Ford)   | Jackie Stewart (March-Ford)   | Jackie Stewart (March-Ford) | John Surtees (McLaren-Ford) | Jack Brabham           | Brabham                      |
| 02  | 19. April     | Spanien (Jarama)              | 306,36       | Jackie Stewart (March-Ford) | Bruce McLaren (McLaren-Ford) | Mario Andretti (March-Ford)   | Jack Brabham (Brabham-Ford) | Jack Brabham (Brabham-Ford) | Jackie Stewart         | March                        |
| 03  | 10. Mai       | Monaco (Monaco)               | 251,60       | Jochen Rindt (Lotus-Ford)   | Jack Brabham (Brabham-Ford)  | Henri Pescarolo (Matra)       | Jackie Stewart (March-Ford) | Jochen Rindt (Lotus-Ford)   | Jack Brabham           | Brabham                      |
| 04  | 7. Juni       | Belgien (Spa-Francorchamps)   | 394,80       | Pedro Rodríguez (BRM)       | Chris Amon (March-Ford)      | Jean-Pierre Beltoise (Matra)  | Jackie Stewart (March-Ford) | Chris Amon (March-Ford)     | Jack Brabham           | March                        |
| 05  | 21. Juni      | Niederlande (Zandvoort)       | 355,44       | Jochen Rindt (Lotus-Ford)   | Jackie Stewart (March-Ford)  | Jacky Ickx (Ferrari)          | Jochen Rindt (Lotus-Ford)   | Jacky Ickx (Ferrari)        | Jackie Stewart         | March                        |
| 06  | 5. Juli       | Frankreich (Clermont-Ferrand) | 306,09       | Jochen Rindt (Lotus-Ford)   | Chris Amon (March-Ford)      | Jack Brabham (Brabham-Ford)   | Jacky Ickx (Ferrari)        | Jack Brabham (Brabham-Ford) | Jochen Rindt           | Lotus                        |
| 07  | 18. Juli      | Großbritannien (Brands Hatch) | 341,2        | Jochen Rindt (Lotus-Ford)   | Jack Brabham (Brabham-Ford)  | Denis Hulme (McLaren-Ford)    | Jochen Rindt (Lotus-Ford)   | Jack Brabham (Brabham-Ford) | Jochen Rindt           | Lotus                        |
| 08  | 2. August     | Deutschland (Hockenheim)      | 339,45       | Jochen Rindt (Lotus-Ford)   | Jacky Ickx (Ferrari)         | Denis Hulme (McLaren-Ford)    | Jacky Ickx (Ferrari)        | Jacky Ickx (Ferrari)        | Jochen Rindt           | Lotus                        |
| 09  | 16. August    | Österreich (Spielberg)        | 354,66       | Jacky Ickx (Ferrari)        | Clay Regazzoni (Ferrari)     | Rolf Stommelen (Brabham-Ford) | Jochen Rindt (Lotus-Ford)   | Clay Regazzoni (Ferrari)    | Jochen Rindt           | Lotus                        |
| 010 | 6. September  | Italien (Monza)               | 391          | Clay Regazzoni (Ferrari)    | Jackie Stewart (March-Ford)  | Jean-Pierre Beltoise (Matra)  | Jacky Ickx (Ferrari)        | Clay Regazzoni (Ferrari)    | Jochen Rindt           | Lotus                        |
| 011 | 20. September | Kanada (Mont-Tremblant)       | 383,85       | Jacky Ickx (Ferrari)        | Clay Regazzoni (Ferrari)     | Chris Amon (March)            | Jackie Stewart (Tyrrell)    | Clay Regazzoni (Ferrari)    | Jochen Rindt           | Lotus                        |
| 012 | 4. Oktober    | USA (Watkins Glen)            | 399,708      | Emerson Fittipaldi (Lotus)  | Pedro Rodríguez (BRM)        | Reine Wisell (Lotus)          | Jacky Ickx (Ferrari)        | Jacky Ickx (Ferrari)        | Jochen Rindt           | Lotus                        |
| 013 | 25. Oktober   | Mexiko (Mexiko-Stadt)         | 325          | Jacky Ickx (Ferrari)        | Clay Regazzoni (Ferrari)     | Denis Hulme (McLaren-Ford)    | Clay Regazzoni (Ferrari)    | Jacky Ickx (Ferrari)        | Jochen Rindt           | Lotus                        |

## Rennberichte

### Großer Preis von Südafrika
| Platz | Fahrer                      | Team              | Zeit      |
| ----- | --------------------------- | ----------------- | --------- |
| 1     | Jack Brabham                | Brabham-Ford      | 1:49:35,4 |
| 2     | Denis Hulme                 | McLaren-Ford      | + 8,1     |
| 3     | Jackie Stewart              | March-Ford        | + 17,1    |
| PP    | Jackie Stewart              | March             | 1:19,3    |
| SR    | Jack Brabham / John Surtees | Brabham / McLaren | 1:20,8    |

Der Große Preis von Südafrika 1970 fand am 7. März 1970 auf dem Kyalami Grand Prix Circuit statt. Er ging über 80 Runden zu je 4,094 km und hatte damit eine Gesamtdistanz von 327,52 km.
Gemeldet waren alle Werksteams sowie die privaten Teams von Rob Walker, STP, Surtees und Tyrrell. Hinzu kamen mit der Scuderia Scribante und dem Team Gunston zwei südafrikanische Teams, die drei lokale Fahrer an den Start brachten und zu keinem weiteren Weltmeisterschaftslauf des Jahres antraten. Bei diesem Rennen gab der erst ein Jahr zuvor gegründete Rennwagenkonstrukteur March Engineering sein Formel-1-Debüt. In Kyalami standen insgesamt fünf Fahrzeuge vom Typ March 701 am Start. Im Training waren sie die schnellsten Autos. Jackie Stewart (Tyrrell) und Chris Amon (March-Werksteam) erzielten mit ihren 701 im Qualifikationstraining identische Rundenzeiten und belegten die erste Startreihe. Im Rennen führte zunächst Stewart in Tyrrells Kunden-March. Er wurde aber nach dem ersten Viertel von Jack Brabham (Brabham) überholt, der von Platz drei gestartet war. Brabham gewann das Rennen vor Denis Hulme im Werks-McLaren und Stewart, der mit seinem dritten Platz bereits im ersten Rennen die erste Podiumsplatzierung für March Engineering herausfuhr. Jack Brabham und John Surtees, der ein älteres Kundenauto von McLaren fuhr, teilten sich mit 1:20,8 Min. die schnellste Rennrunde.

### Großer Preis von Spanien
| Platz | Fahrer         | Team         | Zeit      |
| ----- | -------------- | ------------ | --------- |
| 1     | Jackie Stewart | March        | 2:10:58,2 |
| 2     | Bruce McLaren  | McLaren-Ford | + 1 Runde |
| 3     | Mario Andretti | March-Ford   | + 1 Runde |
| PP    | Jack Brabham   | Brabham      | 1:23,9    |
| SR    | Jack Brabham   | Brabham      | 1:24,3    |

Der Große Preis von Spanien war der zweite Weltmeisterschaftslauf der Saison 1970. Er fand am 19. April 1970 auf dem Circuito del Jarama statt. Das Rennen ging über 90 Runden à 3,404 km und hatte eine Gesamtdistanz von 306,36 km.
Zu dem Rennen meldeten sich 15 Teams mit insgesamt 22 Fahrern. Zum Rennen waren allerdings aus Sicherheitsgründen nur 16 Fahrer zugelassen. Im Qualifikationstraining setzte sich Jack Brabham (Brabham) gegen Denis Hulme (McLaren) und Jackie Stewart (Tyrrell) durch. Der Abstand der drei Trainingsschnellsten betrug jeweils nur eine Zehntelsekunde. Sechs Fahrer waren nicht qualifiziert. Zu ihnen gehörten der Deutsch Rolf Stommelen (Brabham) und Jo Siffert im 701 des March-Werskteams. Im Rennen setzte sich der von Platz drei startende Jackie Stewart in Tyrrells Kunden-March bereits in der ersten Runde an die Spitze des Feldes. Stewart, der im Laufe des Rennens alle übrigen Fahrer mindestens einmal überrundet hatte, gewann den Großen Preis von Spanien vor Bruce McLaren (McLaren Racing) und Mario Andretti, der einen weiteren Kunden-March für das private Team STP Corporation einsetzte. Damit war es March als Konstrukteur gelungen, bereits im zweiten Weltmeisterschaftslauf einen Großen Preis zu gewinnen und zwei Podiumsplätze zu belegen. Insgesamt kamen nur fünf Fahrer ins Ziel.
In der ersten Runde kam es zu einem schweren Feuerunfall zwischen Jacky Ickx (Ferrari) und Jackie Oliver (BRM): Nach einem Bremsdefekt prallte Olivers BRM mit hoher Geschwindigkeit auf Ickx' Ferrari. Durch den Aufprall wurden die Tanks des Ferrari aufgerissen. Das auslaufende Benzin entzündete sich. Beide Fahrer entkamen den brennenden Autos, Ickx' Overall fing allerdings Feuer, das von Streckenposten nach einiger Zeit gelöscht wurde. Beide Fahrer bleiben unverletzt.

### Großer Preis von Monaco
| Platz | Fahrer          | Team    | Zeit      |
| ----- | --------------- | ------- | --------- |
| 1     | Jochen Rindt    | Lotus   | 1:54;37,4 |
| 2     | Jack Brabham    | Brabham | + 23,1    |
| 3     | Henri Pescarolo | Matra   | + 51,4    |
| PP    | Jackie Stewart  | March   | 1:24,0    |
| SR    | Jochen Rindt    | Lotus   | 1:23,2    |

Der Große Preis von Monaco fand am 10. Mai 1970 auf dem Circuit de Monaco statt. Er ging über 80 Runden zu je 3,145 km und hatte eine Gesamtdistanz von 251,6 km.
Insgesamt meldeten sich 13 Teams mit insgesamt 21 Fahrern. Ronnie Peterson debütierte hier in der Formel 1; er fuhr einen March 701 für Colin Crabbes Antique Automobiles Racing Team. Wiederum waren nur 16 Fahrer zum Rennen zugelassen. Auf der Poleposition stand Jackie Stewart in Tyrrells privatem March 701 vor Chris Amon, der ein Auto vom gleichen Typ für das March-Werksteam einsetzte, und Denis Hulme (McLaren). Nicht qualifiziert waren Rolf Stommelen und John Miles in den Werkswagen von Brabham bzw. Lotus sowie Johnny Servoz-Gavin, der Teamkollege des Polefahrers, im zweiten Tyrrell-March. Servoz-Gavin beendete nach diesem Großen Preis seine Motorsportkarriere. Im Rennen führte Stewart 56 Runden lang das Feld an, bis ein Motorschaden seinen Einsatz vorzeitig beendete. Die Führung übernahm daraufhin zunächst Stewarts Verfolger Jack Brabham (Brabham), der seinerseits von Jochen Rindt im Lotus verfolgt wurde, nachdem die zwischen ihnen liegenden Fahrer Amon und Hulme ebenfalls hatten aufgeben müssen. In der letzten Kurve des Rennens verbremste sich Brabham bei dem Versuch, einige zurückliegende Konkurrenten zu überrunden, und rutschte in die Strohballen am Streckenrand. Rindt wich aus, ging vorbei und siegte. Da Brabham nur leicht eingeschlagen war, konnte er das Rennen auf Rang zwei vor Henri Pescarolo (Matra) beenden. Dieser dritte Platz war das beste Ergebnis, das Pescarolo in seiner Formel-1-Karriere erreichte, und es war zugleich seine einzige Podiumsplatzierung in dieser Serie. Ronnie Peterson kam bei seinem Formel-1-Debüt als letzter ins Ziel. Er belegte Platz sieben.

### Großer Preis von Belgien
| Platz | Fahrer               | Team       | Zeit      |
| ----- | -------------------- | ---------- | --------- |
| 1     | Pedro Rodríguez      | B.R.M.     | 1:38,10,1 |
| 2     | Chris Amon           | March-Ford | + 1,1     |
| 3     | Jean-Pierre Beltoise | Matra      | + 1:43,7  |
| PP    | Jackie Stewart       | March      | 3:28,0    |
| SR    | Chris Amon           | March      | 3:27,4    |

Der Große Preis von Belgien fand am 7. Juni 1970 auf dem Circuit de Spa-Francorchamps statt. Das Rennen ging über 28 Runden à 14,1 km und hatte eine Gesamtdistanz von 394,8 km. Die Strecke, die Straßen mit einbezog, die für den öffentlichen Verkehr gewidmet waren, war in weiten Teilen nicht gesichert. Es gab keine Auslaufzonen und nur an wenigen Stellen Leitplanken. Der Große Preis von Belgien 1970 war der letzte GP der Formel-1-Geschichte, der auf einer Hochgeschwindigkeits-Strecke ohne Auslaufzonen stattfand. Im folgenden Jahr gab es keinen Weltmeisterschaftslauf in Belgien, ab 1972 wurde der Große Preis von Belgien auf dem neu gebauten Kurs von Nivelles-Baulers ausgetragen.
Zum Rennen meldeten sich 12 Teams mit 18 Fahrern. Das McLaren-Team trat nicht an, da Bruce McLaren fünf Tage vor dem Rennen bei Testfahrten mit einem CanAm-Rennwagen auf dem Goodwood Circuit ums Leben gekommen war und Denis Hulme noch an den Folgen eines Unfalls litt, den er drei Wochen zuvor beim Training zum diesjährigen Indy-500-Rennen erlitten hatte. Tyrrell erschien zu dem Rennen mit nur einem Auto. Nach dem Rückzug von Johnny Servoz-Gavin Anfang Mai 1970 war François Cevert als dessen Nachfolger verpflichtet worden. Im Hinblick auf den hohen Schwierigkeitsgrad des Ardennenkurses verzichtete Ken Tyrrell allerdings darauf, Cevert bereits in Spa debütieren zu lassen.
Im Qualifikationstraining dominierte Tyrrells einziger Fahrer Jackie Stewart im March 701. Er belegte die Poleposition, gefolgt von Jochen Rindt (Lotus) im neuen Lotus 72. Chris Amon, der einen weiteren March 701 für das March-Werksteam einsetzte, startete von Platz drei. Der einzige nicht qualifizierte Fahrer war der Spanier Àlex Soler-Roig, der den dritten Werks-Lotus unter der Bezeichnung World Wide Racing einsetzte. Das Rennen gewann Pedro Rodríguez (British Racing Motors). Es war der zweite und letzte Formel-1-Sieg für Rodríguez und der letzte für den Reifenhersteller Dunlop.

### Großer Preis der Niederlande
| Platz | Fahrer         | Team                | Zeit        |
| ----- | -------------- | ------------------- | ----------- |
| 1     | Jochen Rindt   | Lotus-Ford Cosworth | 1:50:43,410 |
| 2     | Jackie Stewart | March-Ford Cosworth | + 30,0 s    |
| 3     | Jacky Ickx     | Ferrari             | + 1 Runde   |
| PP    | Jochen Rindt   | Lotus               | 1:18,50     |
| SR    | Jacky Ickx     | Ferrari             | 1:19,23     |

Der Große Preis der Niederlande fand am 21. Juni auf dem Circuit Park Zandvoort statt. Er ging über 80 Runden à 4,193 km und hatte eine Gesamtdistanz von 335,44 km.
Zum Rennen meldeten sich 13 Teams mit 24 Fahrern. Das McLaren-Team trat, nachdem es das vorherige Rennen ausgelassen hatte, wieder an. Die Fahrer waren Peter Gethin und Dan Gurney. Silvio Moser erschien erstmals mit dem in seinem Auftrag konstruierten Bellasi F1 70, der sich als nicht ausgereift erwies. Bei Tyrrell debütierte François Cevert, bei Ferrari der Schweizer Clay Regazzoni, der Ignazio Giunti ersetzte. Zum Rennen waren 20 Fahrer zugelassen.
Jochen Rindt, der den neuen Lotus 72 einsetzte, startete von der Pole-Position, Jackie Stewart (Tyrrell) und Jacky Ickx (Ferrari) von den Plätzen zwei und drei. Nach dem Start übernahm Rindt sofort die Führung. In der 22. Runde verunglückte Piers Courage, der einen von Frank Williams eingesetzten De Tomaso 505 fuhr, tödlich. Ungeachtet des Umstands, dass sein Wagen einige Zeit ungelöscht am Rand der Strecke brannte, wurde das Rennen nicht abgebrochen. Rindt behauptete die Führung bis zum Rennende. Mit Ausnahme des Zweitplatzierten Jackie Stewart hatte Rindt alle Konkurrenten mindestens einmal überrundet. Sein Erfolg war der erste von 20 Siegen, den der Lotus 72 in den 1970er-Jahren einfuhr.

### Großer Preis von Frankreich
| Platz | Fahrer       | Team                | Zeit      |
| ----- | ------------ | ------------------- | --------- |
| 1     | Jochen Rindt | Lotus-Ford Cosworth | 1:55:57,0 |
| 2     | Chris Amon   | March-Ford Cosworth | + 7,61    |
| 3     | Jack Brabham | Brabham-Ford        | + 44,83   |
| PP    | Jacky Ickx   | Ferrari             | 2:58,22   |
| SR    | Jack Brabham | Brabham             | 3:00,75   |

Der Große Preis von Frankreich fand am 5. Juli 1970 auf dem Circuit de Charade statt. Das Rennen ging über 38 Runden zu je 8,055 km und hatte eine Gesamtdistanz von 306,09 km. Es war der vorletzte Formel-1-Lauf, der auf dem verwinkelten und als unsicher geltenden Kurs in der zentralfranzösischen Auvergne ausgetragen wurde.
Zu dem Rennen meldeten sich 12 Teams mit 23 Fahrern; 20 Fahrer waren zum Start zugelassen. Die Teams von Frank Williams und John Surtees traten nicht an.
Im Qualifikationstraining fuhr Jacky Ickx (Ferrari) die Poleposition heraus, Jean-Pierre Beltoise (Matra) belegte Startplatz zwei. Beltoise erreichte hier das beste Qualifikationsergebnis seiner Formel-1-Karriere. Nicht qualifiziert waren Silvio Moser (Silvio Moser Racing Team), Àlex Soler-Roig (Lotus) und der US-amerikanische Autohändler Pete Lovely (Pete Lovely Volkswagen Inc.). Ickx übernahm zunächst die Führung, schied aber in Runde 15 infolge eines Motorschaden aus. Der bis dahin zweitplatzierte Beltoise übernahm die Führung, die er bis zur Runde 26 behielt, als er wegen eines Plattfußes die Box ansteuern musste. Danach ging Rindt in Führung. Er gewann das Rennen vor Chris Amon im Werks-March und Jack Brabham (Brabham).
Mit seinem Sieg übernahm Rindt die Führung in der Fahrwertung, und Lotus belegte den ersten Rang der Konstrukteurswertung. Team und Fahrer gaben diese Positionen bis zum Saisonende nicht mehr ab.

### Großer Preis von Großbritannien
| Platz | Fahrer         | Team                  | Zeit        |
| ----- | -------------- | --------------------- | ----------- |
| 1     | Jochen Rindt   | Lotus-Ford Cosworth   | 1:57:02,000 |
| 2     | Jack Brabham   | Brabham-Ford Cosworth | + 32,9 s    |
| 3     | Denis Hulme    | McLaren-Ford Cosworth | + 54,4 s    |
| 4     | Clay Regazzoni | Ferrari               | + 54,8 s    |
| 5     | Chris Amon     | March-Ford Cosworth   | + 1 Runde   |
| 6     | Graham Hill    | Lotus-Ford Cosworth   | + 1 Runde   |

Der große Preis von Großbritannien fand am 18. Juli auf dem Brands Hatch Circuit statt. Das Rennen ging über 80 Runden zu je 4,265 km und hatte eine Gesamtdistanz von 341,2 km. 14 Teams mit 25 Fahrern waren gemeldet. Das Team Surtees trat erstmals mit einem selbst konstruierten Rennwagen an, der vom Teamchef John Surtees gefahren wurde. Williams kehrte in die Weltmeisterschaft zurück und meldete Brian Redman als Ersatz für den verstorbenen Piers Courage. Vor dem Start zog das Team die Meldung allerdings wegen technischer Probleme zurück. Jochen Rindt (Lotus) und Jack Brabham (Brabham) fuhren die schnellste Trainingszeit; da Rindt als Erster diese Zeit erreicht hatte, stand er auf der Poleposition. Im Rennen führte zunächst Jacky Ickx (Ferrari). Als Ickx aufgrund eines technischen Defekts ausfiel, rückten Rindt und Brabham auf die ersten beiden Positionen auf. Brabham führte den überwiegenden Teil des Rennens, rollte aber in der letzten Runde ohne Treibstoff auf die Zielgerade zu. Rindt überholte Brabham kurz vor Rennende und gewann das Rennen. Brabham rollte als Zweiter ins Ziel.

### Großer Preis von Deutschland
| Platz | Fahrer             | Team                  | Zeit          |
| ----- | ------------------ | --------------------- | ------------- |
| 1     | Jochen Rindt       | Lotus-Ford Cosworth   | 1:42:00,300   |
| 2     | Jacky Ickx         | Ferrari               | + 0,7 s       |
| 3     | Denis Hulme        | McLaren-Ford Cosworth | + 1:21,8 Min. |
| 4     | Emerson Fittipaldi | Lotus-Ford Cosworth   | + 1:55,1 Min. |
| 5     | Rolf Stommelen     | Brabham-Ford Cosworth | + 1 Runde     |
| 6     | Henri Pescarolo    | Matra                 | + 1 Runde     |

Der Große Preis von Deutschland fand am 2. August 1970 auf dem Hockenheimring statt. Es war das erste Formel-1-Rennen auf diesem Kurs. Der Nürburgring, der in den Jahren zuvor Austragungsort des Großen Preises von Deutschland gewesen war, war im Vorfeld von der Fahrervereinigung GPDA aufgrund seiner Sicherheitsmängel stark kritisiert worden. Da der Veranstalter dem Wunsch der Fahrer nach dem Bau zusätzlicher Leitplanken nicht nachgekommen war, hatte die GPDA mit einem Boykott eines Rennens auf dem Nürburgring gedroht.
Das Rennen auf dem Hockenheimring ging über 50 Runden zu je 6,789 km und hatte eine Gesamtdistanz von 339,45 km.

### Großer Preis von Österreich
| Platz | Fahrer               | Team                  | Zeit            |
| ----- | -------------------- | --------------------- | --------------- |
| 1     | Jacky Ickx           | Ferrari               | 1:42:17,320     |
| 2     | Clay Regazzoni       | Ferrari               | + 0,610 s       |
| 3     | Rolf Stommelen       | Brabham-Ford Cosworth | + 1:27,880 Min. |
| 4     | Pedro Rodríguez      | B.R.M.                | + 1 Runde       |
| 5     | Jackie Oliver        | B.R.M.                | + 1 Runde       |
| 6     | Jean-Pierre Beltoise | Matra                 | + 1 Runde       |

Der Große Preis von Österreich auf dem Österreichring fand am 16. August 1970 statt und ging über eine Distanz von 60 Runden à 5,911 km, was einer Gesamtdistanz von 354,66 km entspricht.
Jacky Ickx gewann das Rennen vor Clay Regazzoni und Rolf Stommelen. Stommelen fuhr zum ersten und einzigen Male in seiner Formel-1-Karriere aufs Podium.
Es fand zum ersten Mal ein Formel-1-Rennen auf dieser ein Jahr zuvor eingeweihten Rennstrecke statt.

### Großer Preis von Italien
| Platz | Fahrer               | Team                  | Zeit            |
| ----- | -------------------- | --------------------- | --------------- |
| 1     | Clay Regazzoni       | Ferrari               | 1:39:06,880     |
| 2     | Jackie Stewart       | March-Ford Cosworth   | + 5,730 s       |
| 3     | Jean-Pierre Beltoise | Matra                 | + 5,800 s       |
| 4     | Denis Hulme          | McLaren-Ford Cosworth | + 6,150 s       |
| 5     | Rolf Stommelen       | Brabham-Ford Cosworth | + 6,410 s       |
| 6     | François Cevert      | March-Ford Cosworth   | + 1:03,460 Min. |

Der Große Preis von Italien auf dem Autodromo Nazionale di Monza fand am 6. September 1970 statt und ging über eine Distanz von 68 Runden à 5,75 km, was einer Gesamtdistanz von 391 km entspricht.
Clay Regazzoni gewann das Rennen vor Jackie Stewart und Jean-Pierre Beltoise.
Der Führende in der Gesamtwertung, Jochen Rindt, kam bei einem Trainingsunfall am 5. September ums Leben. Er wurde später der bis heute einzige postume Weltmeister in der Geschichte der Formel 1.

### Großer Preis von Kanada
| Platz | Fahrer          | Team                  | Zeit        |
| ----- | --------------- | --------------------- | ----------- |
| 1     | Jacky Ickx      | Ferrari               | 2:21:18,400 |
| 2     | Clay Regazzoni  | Ferrari               | + 14,8 s    |
| 3     | Chris Amon      | March-Ford Cosworth   | + 57,9 s    |
| 4     | Pedro Rodríguez | B.R.M.                | + 1 Runde   |
| 5     | John Surtees    | Surtees-Ford Cosworth | + 1 Runde   |
| 6     | Peter Gethin    | McLaren-Ford Cosworth | + 2 Runden  |

Der Große Preis von Kanada auf dem Circuit Mont-Tremblant fand am 20. September 1970 statt und ging über eine Distanz von 90 Runden à 4,265 km, was einer Gesamtdistanz von 383,85 km entspricht.
Jacky Ickx gewann das Rennen vor seinem Teamkollegen Clay Regazzoni und Chris Amon.
Zu dem Zeitpunkt konnte Ickx durch zwei weitere Siege in den letzten beiden Grands Prix noch Weltmeister werden.

### Großer Preis der USA
| Platz | Fahrer             | Team                  | Zeit        |
| ----- | ------------------ | --------------------- | ----------- |
| 1     | Emerson Fittipaldi | Lotus-Ford Cosworth   | 1:57:32,970 |
| 2     | Pedro Rodríguez    | B.R.M.                | + 36,210 s  |
| 3     | Reine Wisell       | Lotus-Ford Cosworth   | + 44,990 s  |
| 4     | Jacky Ickx         | Ferrari               | + 1 Runde   |
| 5     | Chris Amon         | March-Ford Cosworth   | + 1 Runde   |
| 6     | Derek Bell         | Surtees-Ford Cosworth | + 1 Runde   |

Der Große Preis der USA auf der Rennstrecke Watkins Glen International fand am 4. Oktober 1970 statt und ging über eine Distanz von 108 Runden à 5,430 km, was einer Gesamtdistanz von 399,708 km entspricht.
Emerson Fittipaldi gewann das Rennen vor Pedro Rodríguez und Reine Wisell. Für Fittipaldi war es der erste Sieg in der Formel 1. Sein Lotus-Team wurde dadurch mit insgesamt sechs Grand-Prix-Erfolgen vorzeitig Konstrukteursweltmeister.
Jacky Ickx, einzig verbliebener Konkurrent des in Italien tödlich verunglückten Jochen Rindt, war zwar Trainingschnellster, fiel im Rennen aber durch einen Defekt um eine Runde zurück. Somit stand Rindt posthum als Weltmeister fest.

### Großer Preis von Mexiko
| Platz | Fahrer               | Team                  | Zeit            |
| ----- | -------------------- | --------------------- | --------------- |
| 1     | Jacky Ickx           | Ferrari               | 1:53:28,360     |
| 2     | Clay Regazzoni       | Ferrari               | + 45,460 s      |
| 3     | Denis Hulme          | McLaren-Ford Cosworth | + 45,970 s      |
| 4     | Chris Amon           | March-Ford Cosworth   | + 47,050 s      |
| 5     | Jean-Pierre Beltoise | Matra                 | + 50,110 s      |
| 6     | Pedro Rodríguez      | B.R.M.                | + 1:24,760 Min. |

Der Große Preis von Mexiko auf der Rennstrecke Magdalena Mixhuca fand am 25. Oktober 1970 statt und ging über eine Distanz von 65 Runden à 5 km, was einer Gesamtdistanz von 325 km entspricht.
Jacky Ickx gewann das Rennen vor Clay Regazzoni und Denis Hulme.
Nach einer Kollision mit einem Hund in der 15. Runde musste Jackie Stewart sein Rennen in der 33. aufgeben.

## Weltmeisterschaftswertungen

### Fahrerwertung
Für die Fahrerweltmeisterschaft 1970 galten folgende Regeln der Punkteverteilung:
| Platz 1 | 9 Punkte |
| Platz 2 | 6 Punkte |
| Platz 3 | 4 Punkte |
| Platz 4 | 3 Punkte |
| Platz 5 | 2 Punkte |
| Platz 6 | 1 Punkt  |

"* Die besten sechs Ergebnisse der ersten sieben und die besten fünf der restlichen sechs Rennen zählten zur Meisterschaft
"
| Pos. | Fahrer               | Konstrukteur |         |         |         |         |         |         |         |         |         |         |         |         |         | Punkte |
| 01   | Jochen Rindt         | Lotus        | 13      | DNF     | 0001000 | DNF     | 0001000 | 0001000 | 0001000 | 0001000 | DNF     | DNS     |         |         |         | 45     |
| 02   | Jacky Ickx           | Ferrari      | DNF     | DNF     | DNF     | 8       | 3       | DNF     | DNF     | 2       | 0001000 | DNF     | 0001000 | 4       | 0001000 | 40     |
| 03   | Clay Regazzoni       | Ferrari      |         |         |         |         | 4       |         | 4       | DNF     | 2       | 0001000 | 2       | 13      | 2       | 33     |
| 04   | Denis Hulme          | McLaren      | 2       | DNF     | 4       |         |         | 4       | 3       | 3       | DNF     | 4       | DNF     | 7       | 3       | 27     |
| 05   | Jack Brabham         | Brabham      | 0001000 | DNF     | 2       | DNF     | 11      | 3       | 2       | DNF     | 13      | DNF     | DNF     | 10      | DNF     | 25     |
| 06   | Jackie Stewart       | March        | 3       | 0001000 | DNF     | DNF     | 2       | 9       | DNF     | DNF     | DNF     | 2       |         |         |         | 25     |
| 06   | Jackie Stewart       | Tyrrell      |         |         |         |         |         |         |         |         |         |         | DNF     | DNF     | DNF     | 25     |
| 07   | Pedro Rodriguez      | B.R.M.       | 9       | DNF     | 6       | 0001000 | 10      | DNF     | DNF     | DNF     | 4       | DNF     | 4       | 2       | 6       | 23     |
| 08   | Chris Amon           | March        | DNF     | DNF     | DNF     | 2       | DNF     | 2       | 5       | DNF     | 8       | 7       | 3       | 5       | 4       | 23     |
| 09   | Jean-Pierre Beltoise | Matra        | 4       | DNF     | DNF     | 3       | 5       | 13      | DNF     | DNF     | 6       | 3       | 8       | DNF     | 5       | 16     |
| 10   | Emerson Fittipaldi   | Lotus        |         |         |         |         |         |         | 8       | 4       | 15      | DNS     |         | 0001000 | DNF     | 12     |
| 11   | Rolf Stommelen       | Brabham      | DNF     | DNF     | DNQ     | 5       | DNQ     | 7       | DNS     | 5       | 3       | 5       | DNF     | 12      | DNF     | 10     |
| 12   | Henri Pescarolo      | Matra        | 7       | DNF     | 3       | 6       | 8       | 5       | DNF     | 6       | 14      | DNF     | 7       | 8       | 9       | 8      |
| 13   | Graham Hill          | Lotus        | 6       | 4       | 5       | DNF     | DNC     | 10      | 6       | DNF     |         | DNS     | DNC     | DNF     | DNF     | 7      |
| 14   | Bruce McLaren        | McLaren      | DNF     | 2       | DNF     |         |         |         |         |         |         |         |         |         |         | 6      |
| 15   | Mario Andretti       | March        | DNF     | 3       |         |         |         |         | DNF     | DNF     | DNF     |         |         |         |         | 4      |
| 16   | Reine Wisell         | Lotus        |         |         |         |         |         |         |         |         |         |         |         | 3       | DNC     | 4      |
| 17   | Ignazio Giunti       | Ferrari      |         |         |         | 4       |         | 14      |         |         | 7       | DNF     |         |         |         | 3      |
| 18   | John Surtees         | McLaren      | DNF     | DNF     | DNF     |         | 6       |         |         |         |         |         |         |         |         | 3      |
| 18   | John Surtees         | Surtees      |         |         |         |         |         |         | DNF     | 9       | DNF     | DNF     | 5       | DNF     | 8       | 3      |
| 19   | John Miles           | Lotus        | 5       | DNQ     | DNQ     | DNF     | 7       | 8       | DNF     | DNF     | DNF     | DNS     |         |         |         | 2      |
| 20   | Johnny Servoz-Gavin  | March        | DNF     | 5       | DNQ     |         |         |         |         |         |         |         |         |         |         | 2      |
| 21   | Jackie Oliver        | B.R.M.       | DNF     | DNF     | DNF     | DNF     | DNF     | DNF     | DNF     | DNF     | 5       | DNF     | DNC     | DNF     | 7       | 2      |
| 22   | Dan Gurney           | McLaren      |         |         |         |         | DNF     | 6       | DNF     |         |         |         |         |         |         | 1      |
| 23   | François Cevert      | March        |         |         |         |         | DNF     | 11      | 7       | 7       | DNF     | 6       | 9       | DNF     | DNF     | 1      |
| 24   | Peter Gethin         | McLaren      |         |         |         |         | DNF     |         |         | DNF     | 10      | DNC     | 6       | 14      | DNF     | 1      |
| 25   | Derek Bell           | Brabham      |         |         |         | DNF     |         |         |         |         |         |         |         |         |         | 1      |
| 25   | Derek Bell           | Surtees      |         |         |         |         |         |         |         |         |         |         |         | 6       |         | 1      |
| 26   | Joseph Siffert       | March        | 10      | DNQ     | 8       | 7       | DNF     | DNF     | DNF     | 8       | 9       | DNF     | DNF     | 9       | DNF     | 0      |
| 27   | Ronnie Peterson      | March        |         |         | 7       | DNC     | 9       | DNF     | 9       | DNF     |         | DNF     | DNC     | 11      |         | 0      |
| 28   | Andrea de Adamich    | McLaren      |         | DNQ     | DNQ     |         | DNQ     | DNC     | DNF     | DNQ     | 12      | 8       | DNF     | DNQ     |         | 0      |
| 29   | John Love            | Lotus        | 8       |         |         |         |         |         |         |         |         |         |         |         |         | 0      |
| 30   | George Eaton         | B.R.M.       | DNF     | DNQ     | DNQ     |         | DNF     | 12      | DNF     |         | 11      | DNF     | 10      | DNF     |         | 0      |
| 31   | Peter de Klerk       | Brabham      | 11      |         |         |         |         |         |         |         |         |         |         |         |         | 0      |
| 32   | Dave Charlton        | Lotus        | 12      |         |         |         |         |         |         |         |         |         |         |         |         | 0      |
| –    | Piers Courage        | De Tomaso    | DNF     | DNS     | DNC     | DNF     | DNF     |         |         |         |         |         |         |         |         | 0      |
| –    | Pete Lovely          | Lotus        |         |         |         |         | DNQ     | DNQ     | DNC     |         |         |         |         | DNQ     |         | 0      |
| –    | Tim Schenken         | De Tomaso    |         |         |         |         |         |         |         |         | DNF     | DNF     | DNC     | DNF     |         | 0      |
| –    | Silvio Moser         | Bellasi      |         |         |         |         | DNQ     | DNQ     |         | DNQ     | DNF     | DNQ     |         |         |         | 0      |
| –    | Gus Hutchison        | Brabham      |         |         |         |         |         |         |         |         |         |         |         | DNF     |         | 0      |
| –    | Joakim Bonnier       | McLaren      |         |         |         |         |         |         |         |         |         | DNQ     |         | DNF     |         | 0      |

### Konstrukteurswertung
| Pos. | Konstrukteur | Punkte |
| ---- | ------------ | ------ |
| 01   | Lotus-Ford   | 59     |
| 02   | Ferrari      | 52     |
| 03   | March-Ford   | 48     |
| 04   | Brabham-Ford | 35     |
| 05   | McLaren-Ford | 35     |

| Pos. | Konstrukteur   | Punkte |
| ---- | -------------- | ------ |
| 6    | B.R.M.         | 23     |
| 7    | Matra          | 23     |
| 8    | Surtees-Ford   | 3      |
| –    | De Tomaso-Ford | 0      |

## Kurzmeldungen Formel 1
- Der Grand Prix von Deutschland fand erstmals in Hockenheim statt – der Nürburgring wurde umgebaut.
- Emerson Fittipaldi gewann mit 23 Jahren sein erstes Formel-1-Rennen beim Grand Prix der USA in Watkins Glen, er war damit der zu diesem Zeitpunkt drittjüngste Sieger.